# Chiesa di San Lorenzo (Borzonasca)
La chiesa di San Lorenzo è un luogo di culto cattolico situato nella frazione di Levaggi nel comune di Borzonasca, nella città metropolitana di Genova. La chiesa è sede della parrocchia omonima del vicariato di Sturla e Graveglia della diocesi di Chiavari.

## Storia e descrizione
La chiesa è parrocchia dall'XI secolo assieme a quella di San Pietro di Recroso, in seguito soppressa.
L'attuale edificio è risalente al XVII secolo - l'apertura dell'edificio è risalente al 10 agosto del 1653 - e la sua consacrazione avvenne il 10 agosto del 1916 ad opera del vescovo di Chiavari monsignor Giovanni Gamberoni.